# Dudley Benjafield
Joseph Dudley Benjafield (ur. 6 sierpnia 1887 w Londynie, zm. w 1957) – brytyjski kierowca wyścigowy, doktor bakteriologii na Uniwersytecie w Londynie. Jeden z założycieli Brytyjskiego Stowarzyszenia Kierowców.

## Kariera
W wyścigach samochodowych Benjafield startował głównie w wyścigach samochodów sportowych. W 1925-1930, 1935 Brytyjczyk pojawiał się w stawce 24-godzinnego wyścigu Le Mans. W pierwszym sezonie startów nie zdołał osiągnąć linii mety. Rok później stanął na drugim stopniu podium w klasie trzeciej, a w klasyfikacji generalnej był osiemnasty. W kolejnym sezonie odniósł zwycięstwo w klasie 3, co było równoznaczne ze zwycięstwem w całym wyścigu. Kolejny sukces przyszedł w sezonie 1929, kiedy to uplasował się na drugiej pozycji w klasie 5. Rok później został zwycięzcą w tej samej klasie.